# Округ Берк (Северна Дакота)
Округ Берк (енгл. Burke County) је округ у америчкој савезној држави Северна Дакота.

## Демографија
По попису из 2010. године број становника је 1.968, што је 274 (-12,2%) становника мање него 2000. године.
| Група             | 2000.         | 2010.         |
| Белци             | 2.220 (99,0%) | 1.891 (96,1%) |
| Афроамериканци    | 3 (0,1%)      | 4 (0,2%)      |
| Азијати           | 3 (0,1%)      | 14 (0,7%)     |
| Хиспаноамериканци | 8 (0,4%)      | 37 (1,9%)     |
| Укупно            | 2.242         | 1.968         |